# Supercupa Moldovei
La Supercupa Moldovei è una competizione annuale moldava in cui si affrontano in un'unica gara i vincitori della Super Liga, la massima serie del campionato di calcio moldavo, e i detentori della Cupa Moldovei.

## Albo d'oro
Quando una squadra vinceva sia il campionato che la coppa, la supercoppa non veniva assegnata, come fatto dallo Sheriff Tiraspol nel 2006, 2008, 2009 e 2010. Nel 2010 è stato deciso che nell'eventualità di una squadra campione in entrambe le competizioni la supercoppa sarebbe stata disputata tra le prime due squadre del campionato. Tuttavia questa regola non è stata rispettata nel 2017 e tra il 2022 e il 2024. 
| Anno      | Vincitore        | Risultato               | Finalista        |
| --------- | ---------------- | ----------------------- | ---------------- |
| 2003      | Sheriff Tiraspol | 2 – 0                   | Zimbru Chișinău  |
| 2004      | Sheriff Tiraspol | 1 – 0                   | Zimbru Chișinău  |
| 2005      | Sheriff Tiraspol | 4 – 0                   | Nistru Otaci     |
| 2006      | non disputata    | non disputata           | non disputata    |
| 2007      | Sheriff Tiraspol | 1 – 0                   | Zimbru Chișinău  |
| 2008-2010 | non disputata    | non disputata           | non disputata    |
| 2011      | Dacia Chișinău   | 1 – 0                   | Iskra-Stal       |
| 2012      | Milsami Orhei    | 0 – 0 (dts) 6 - 5 (dtr) | Sheriff Tiraspol |
| 2013      | Sheriff Tiraspol | 2 – 0                   | Tiraspol         |
| 2014      | Zimbru Chișinău  | 1 – 1 (dts) 4 - 3 (dtr) | Sheriff Tiraspol |
| 2015      | Sheriff Tiraspol | 3 – 1                   | Milsami Orhei    |
| 2016      | Sheriff Tiraspol | 3 – 1                   | Zarea Bălți      |
| 2017-2018 | non disputata    | non disputata           | non disputata    |
| 2019      | Milsami Orhei    | 0 – 0 (dts) 5 - 4 (dtr) | Sheriff Tiraspol |
| 2020      | non disputata    | non disputata           | non disputata    |
| 2021      | Sfîntul Gheorghe | 2 – 2 (dts) 4 - 2 (dtr) | Sheriff Tiraspol |
| 2022-2025 | non disputata    | non disputata           | non disputata    |

## Vittorie per squadra
| Club             | Vittorie | Sconfitte | Anni vittorie                            | Anni sconfitte         |
| ---------------- | -------- | --------- | ---------------------------------------- | ---------------------- |
| Sheriff Tiraspol | 7        | 4         | 2003, 2004, 2005, 2007, 2013, 2015, 2016 | 2012, 2014, 2019, 2021 |
| Milsami Orhei    | 2        | 1         | 2012, 2019                               | 2015                   |
| Zimbru Chișinău  | 1        | 3         | 2014                                     | 2003, 2004, 2007       |
| Dacia Chișinău   | 1        | -         | 2011                                     |                        |
| Sfîntul Gheorghe | 1        | -         | 2021                                     |                        |
| Nistru Otaci     | -        | 1         |                                          | 2005                   |
| Iskra-Stal       | -        | 1         |                                          | 2011                   |
| Tiraspol         | -        | 1         |                                          | 2013                   |
| Zarea Bălți      | -        | 1         |                                          | 2016                   |